# 정암운수
정암운수(井岩運輸)는 서울특별시의 마을버스 회사이며 운행노선은 마포 09번과 마포 10번이다.

## 개요
1995년 3월 1일에 망원동 462-14번지 현대빌딩 2층에서 설립되었으며, 본래 마포09번과 마포10번은 2001년전만 하더라도 19번으로 한노선이었다. 이후 6호선개통 이후 두 노선으로 나뉘면서 망원동~신촌구간은 19번으로 분리되었으며, 신촌 ~ 공덕로터리 구간은 19-1번으로 분리되었다. 개편 후 19번에서 마포09으로 바뀌고 19-1번에서 마포10번으로 바뀌었다. 2012년 하반기 본사를 현 위치로 이전하였다.

## 주요 운행 노선
- ● 마포09번: 망원유수지 - 성원아파트 - 망원시장 - 망원역 - 서교호텔 - 홍대입구역 - 동교동삼거리 - 신촌전철역- 홍대정문 - 동교로사거리 - 대우미래사랑 - 망원역 - 망원시장,월드컵시장 - 망원유수지 (구 마포마을 19번)
- ● 마포10번: 신촌전철역 - 광성고교 - 대흥역 - 서울여고 - 염리삼성아파트 - 마포현대아파트 - 아현동 - 공덕역 - 대흥역 - 이대역 - 신촌전철역 (구 마포마을 19-1번)

## 보유 차량
- 하이거 버스: 하이거 하이퍼스 1609
- 현대자동차: 그린시티